# Thapsia villosa
Thapsia villosa — отруйна багаторічна рослина родини окружковіх. Видова назва походить від лат. villosa — «волохатий», стосується рясного запушення листя. Має обмежене лікарське застосування.

## Опис
Багаторічна трав'яниста рослина, до 1 м заввишки з голим стеблом, гілляста у верхній частині, з волокнистими залишками старого листя біля основи. Прикореневі листя 2-3 перисторозсічені, волохаті на обох сторонах, стеблові 2-перисторозсічені. Квітне навесні й улітку. Суцвіття — складний зонтик кулястої форми. Центральний зонтик великий. Жовті квіти, віночок з 5 пелюстками. Плоди від 10 до 15 мм, з бічними крилами. Після розповсюдження насіння рослина в'яне і втрачає надземну частину. Залишається в стані спокою протягом наступного сезону дощів і з'являються нові листки восени, щоб привести до нового циклу.

## Поширення
Франція [пд.]; Португалія; Гібралтар; Іспанія. Росте на лісових галявинах, серед чагарників або на деградованих землях (схили, узбіччя полів, узбіччя доріг), невибагливий до ґрунтів. Висотний діапазон складає від 0 до 1800 м над рівнем моря.

## Використання
Має проносні, блювотні властивості, токсичний. Корінь кори застосовують при лікуванні ревматизму, шляхом накладення припарок на ділянку болю.

## Галерея

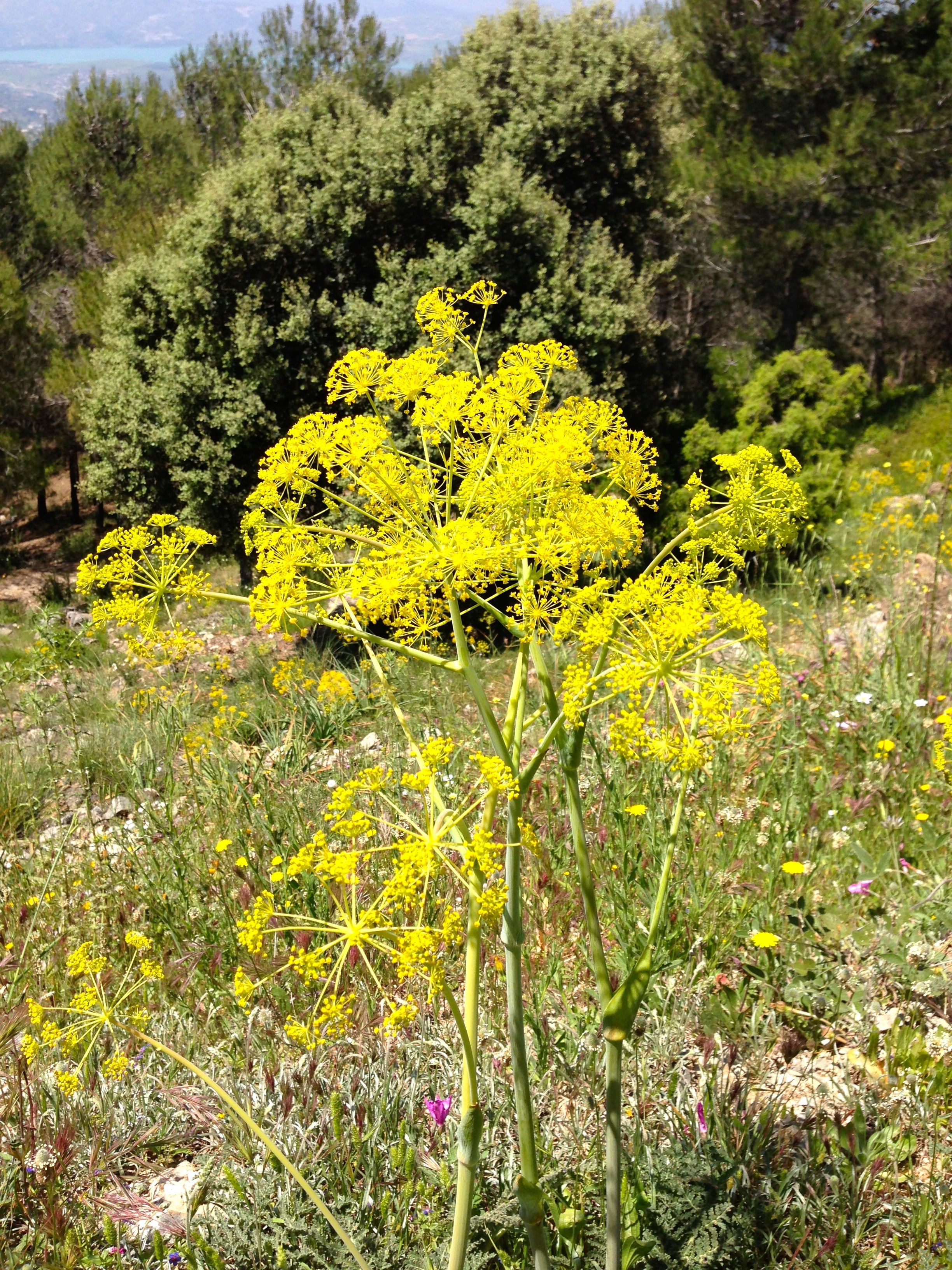
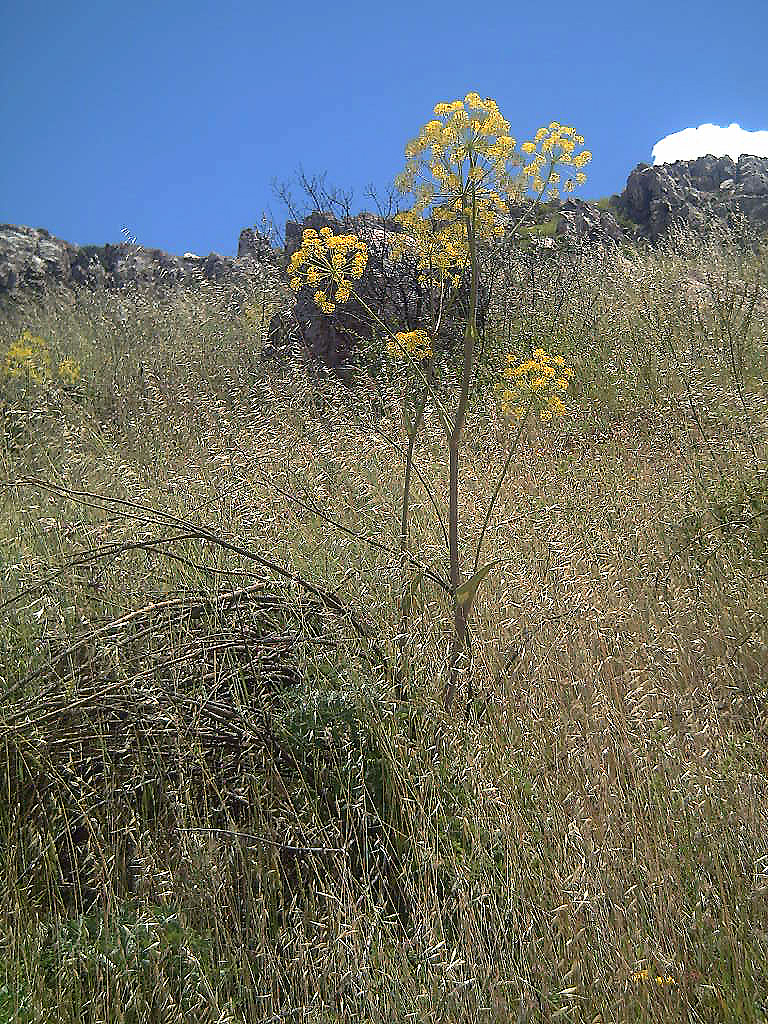
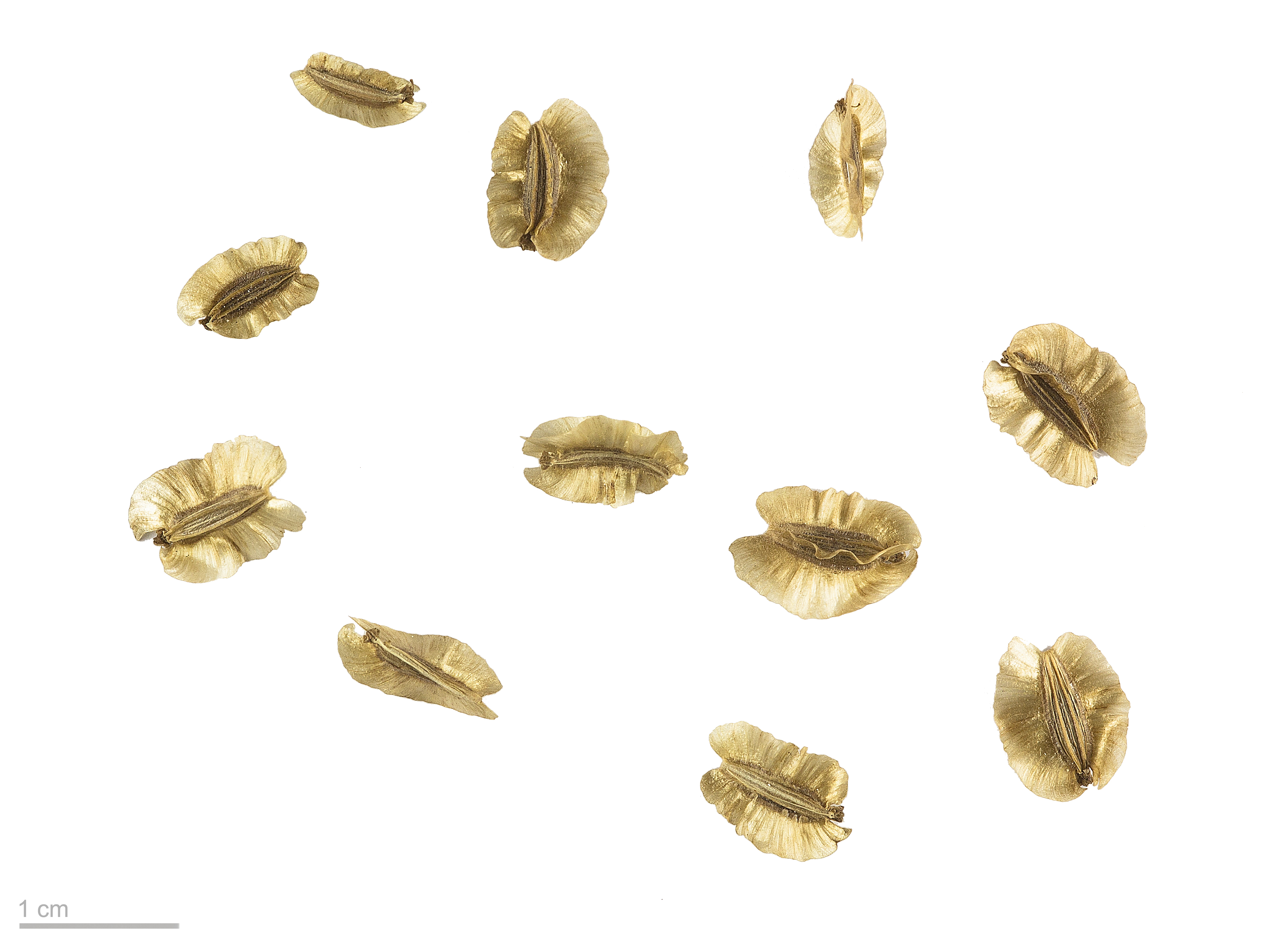